# 2012년 하계 올림픽 그리스 선수단
2012년 하계 올림픽 그리스 선수단(그리스어: Συμμετοχή της Ελλάδας στους Θερινούς Ολυμπιακούς Αγώνες 2012)은 2012년 7월 27일부터 8월 12일까지 영국 런던에서 열린 2012년 하계 올림픽에 참가한 올림픽 그리스 선수단이다.

## 메달 집계

### 메달리스트
| 메달 | 이름                                  | 종목 | 세부 종목             |
| ---- | ------------------------------------- | ---- | --------------------- |
|      | 일리아스 일리아디스                   | 유도 | 남자 -90kg            |
|      | 흐리스티나 야지지두 알렉산드라 치아부 | 조정 | 여자 라이트 더블 스컬 |